# Cristóbal de Tapia
Cristóbal de Tapia fue el primer gobernador de Nueva España, nombrado por Carlos V en 1521 para controlar el creciente poder del conquistador Hernán Cortés. Debido a que su autoridad fue conferida por el rey, reemplazando la de Cortés, su nombre aparece en algunas listas de los gobernantes coloniales españoles de Nueva España, pese a que ejerció esta autoridad muy brevemente, pues al poco tiempo de su llegada, fue sobornado por Cortés y regresó a la Española.

«...nuestros capitanes que nombrados tengo le escribían a Cortés todo lo que pasaba y le avisaron que enviase tejuelos y barras de oro, porque Tapia era codicioso y con ello le amansarían las furias, lo cual luego envió en posta, y le compraron unos negros y tres caballos y un navío y se volvió a embarcar y se volvió a la isla de Santo Domingo, donde había salido...
Bernal díaz del Castillo, Cap.CLVIII

En 1521 el obispo de Burgos, Juan Rodríguez de Fonseca, fue presidente del Consejo de Indias, el órgano que ejerce el control directo real sobre el imperio de ultramar de España. Él era la voz dominante en el Consejo, y él no era amigo de Cortés. En la primavera de 1521, el Consejo aprobó una serie de ordenanzas destinadas a reinar en Cortés y reforzar el control español sobre las tierras que había conquistado. Estas ordenanzas ordenó que Pánfilo de Narváez, que se celebró un prisionero en Veracruz por Cortés, debe ser puesto en libertad, y que un inspector debe ser enviado a la Nueva España para investigar la conducta del conquistador, y para hacer justicia al gobernador de Cuba, Diego Velázquez de Cuéllar, cuyas órdenes de Cortés se había negado a obedecer.
El emperador Carlos V se encontraba entonces en Alemania ocupado en atender asuntos de aquellas tierras y España era gobernada por una regencia presidida por Adriano de Utrecht (más tarde nombrado papa Adriano VI). Las ordenanzas fueron firmadas por Adriano en Burgos, el 11 de abril de 1521, y refrendadas por el obispo Fonseca.

La persona seleccionada para la delicada tarea de detener a Cortés, y llevarlo a juicio, en el teatro de sus propios descubrimientos y en el corazón de su propio campo, fue nombrado Cristóbal de Tapia, veedor o inspector de las fundiciones de oro en San Domingo. Él era un hombre débil, vacilante, tan poco competentes para hacer frente a Cortés en materia civil, como Narváez había demostrado ser en el ejército.
William H. Prescott

Tapia llegó desde Santo Domingo con dos barcos en diciembre de 1521. El día 24 presentó sus papeles a los oficiales de Cortés en Veracruz, entre ellos Cristóbal de Olid y Gonzalo de Sandoval. Se dirigió hacia Ciudad de México para hablar directamente con Cortés, pero solo llegó a Cempoal. Aquí se celebró una conferencia en la que Tapia se dio cuenta de que los conquistadores no reconocían su autoridad. El 30 de diciembre de 1521, Sandoval le convenció para que regresara a Santo Domingo.

El comisario, revestido con su breve autoridad, desembarcó en diciembre, en Villa Rica. Pero fue recibido con frialdad por los magistrados de la ciudad. Sus credenciales fueron puestas en duda sobre la base de algunas faltas de formalidad técnicas. Se objetó, además, que su comisión se basa en falsedades obvias contra el gobierno, y, a pesar de una carta muy cortés y lisonjera que recibió de Cortés, felicitando, como viejo amigo, por su llegada, el veedor pronto descubrió que no era bienvenido, que no se les permitía penetrar mucho en el país ni ejercer ningún tipo de control allí. Le encantaba el dinero, y, como Cortés conocía el lado débil de su "viejo amigo", propuso comprar sus caballos, esclavos y equipamiento, a un precio tentador. Los sueños de ambición frustrada fueron reemplazados gradualmente por los de la avaricia. Y el comisionado desconcertado aceptó embarcar para Cuba, bien cargado de oro, aunque no de gloria
William Prescott

| Predecesor: Hernán Cortés | Gobernador Pre-Virreinal de Nueva España 1521 | Sucesor: Hernán Cortés |